# 张树庭
张树庭（1930年9月30日—）是国际著名蕈菌学家，出生於中华民国山西省原平县（今属忻州市原平市），臺北市立建國中學、國立臺灣大學、威斯康辛大學畢業。香港中文大学荣休教授，国际生物技术学院院士、世界蕈菌生物学及其产品学会副主席、英国官佐勋爵，“国际药用菌之父”。

## 求学经历
- 1937年“七七事变”后，抗日战争时期，就读從山西省遷移至陕西省在洋县辦學的国立七中（初30班、高31班）[3]。
- 1946年后，再度第二次国共内战，乃转赴台湾入读台北市立建国高级中学，继续延续高中学业。
- 1953年获国立台湾大学农艺系，获理学学士学位；
- 1958年获美国威斯康辛大学理学硕士学位，
- 1960年获美国威斯康辛大学哲学博士学位。

## 学术生涯
- 1960年应邀来香港中文大学任教，历任讲师、副教授、教授，生物系主任、理工研究所所长、讲座教授、海洋科学实验室主任等职。其间他还曾担任香港中文大学理学院院长（1975年——1977年），大学学生事务处主任（1979年——1981年），香港微生物学会会长（1982年——1984年），香港生物教学研究会主席（1987年——1989年），并先后到（1966年——1967年）任哈佛大学资深博士研究员、日本东京大学、澳大利亚国立大学及英国诺丁汉大学做真菌遗传学与细胞学研究；
- 1971年率香港代表团出席在澳大利亚堪培拉举行的第十二届太平洋科学代表大会；
- 1975年率香港代表团出席在加拿大温哥华举行的第十三届太平洋科学代表大会；
- 1994年荣获英国OBE勋衔；
- 2005年10月在美国召开的第三届国际药用菌大会上，被组委会尊为“国际药用菌之父”；
- 1995年10月荣休，同年11月，因在长期的学术研究及校务活动中成绩卓越，被授予荣休讲座教授名衔；
- 张教授与美国著名蕈菌学者P·G·Milee共同署名的《中国香菇早期栽培的历史记载》一文，在香港中文大学英文版杂志《热带菇类》（MUSH,J,Tropics,1987,7,31-37页）上发表；
- 张教授著述甚丰，出版涉及蕈菌遗传及育种、分类、生理生化及栽培技术、营养、滋补及药疗等方面的专著21部，并在国际著名专业杂志上发表论文200余篇。

## 学术地位
- 张教授系国际热带地区菇类学会会长、联合国教科文组织（UNESCO）东南亚微生物学网香港联络中心的代表、东南亚微生物学网地区总部执行秘书，并先后当选为瑞典文学及科学院院士（1990）、国际微生物学联盟执行委员（1990）、国际生物技术学院院士（1991）、世界生产率科学院院士（1992）。
- 1993年被联合国工业发展署（UNIDO）委任为设在香港中文大学的“国际蕈菌生物技术服务中心”的首位主任。
- 2012年5月14日，授获授荣香港中文大学荣誉院士。

## 与中国大陆
- 1990年10月，中华人民共和国轻工业部给张教授颁发了“国际合作奖”，同时，他还被轻工部、商业部、广东省微生物研究所、安徽省生物研究所、上海市食用菌研究所、山西省政府以及十几个科研机构、学术团体聘请为高级科学顾问[4]；
- 并先后被山西大学、清华大学、浙江农业大学、河北大学、西北大学及华中农业大学等校聘为客座教授或名誉教授；
- 1995年与其他科学家一起受到时任中共总书记江泽民会见，并应邀来陕西参会期间，时任陕西副省长的贾治邦（后擢升为林业部部长）在省府黄楼会见；
- 1995年西北大学时任郝克刚校长会见了他并授予聘书；
- 自1978年以来，张教授每年赴中国大陆进行3—4次讲学或访问交流，在国际上考证并确定了中国草菇、香菇发源地的历史。推动了中国大陆蘑菇、草菇、香菇乃至所有食用菌产业的发展[5]；
- 2010年9月30日，“庆祝国际著名蕈菌学家张树庭教授八十华诞学术研讨会”在中国大陆北京首都大酒店隆重举行）[3]，李玉先生（中国工程院院士）任筹备委员会主席[6]。

## 其他方面
- 张树庭教授在抗战间就读国立七中的一位罗姓的国文教师，有助于他，多年来，直到他于1995年回访母校国立七中（当时已经是：洋县智果中学 单设高中）时尚在打听这位老师的情况，以图报答。
- 目前，张树庭教授国籍和定居于澳大利亚。

## 外部連結
- 张树庭教授获授香港中文大学荣誉院士
- 中国食用菌协会 张树庭简介